# Citizenfour
Citizenfour är en dokumentärfilm från 2014, regisserad av Laura Poitras. Filmen hade premiär i USA den 10 oktober 2014 under New York Film Festival och i Storbritannien den 17 oktober 2014 under London Film Festival.
Vid Oscarsgalan 2015 utsågs filmen till Bästa dokumentär.

## Handling
Citizenfour handlar om Edward Snowden och den stora skandalen runt NSA. Filmens handling börjar i januari 2013 med att reportern Laura Poitras får ett meddelande från en okänd person som kallar sig "Citizen four", som sedan erbjuder sig att lämna bevis för att den amerikanska staten tillsammans med andra länders underrättelsetjänster sysslar med olaglig övervakning. Detta leder till ett möte i Hongkong tillsammans med reportern Ewen MacAskill från tidningen The Guardian. Där möter de för första gången denna man som utger sig för att vara "Citizen four", vilket visade sig vara Edward Snowden. Detta möte filmades och ligger som grund till filmen.